# لوچاپوکا (آلاباما)
لوچاپوکا (به انگلیسی: Loachapoka) شهری در شهرستان لی ایالت آلاباما است که مساحت آن ۲٫۹۶ کیلومتر مربع است و در سرشماری سال ۲۰۱۰ میلادی، ۱۸۰ نفر جمعیت داشته و تراکم جمعیتی آن، ۶۰٫۸۱ نفر در هر کیلومتر مربع بوده است.

## نگارخانه

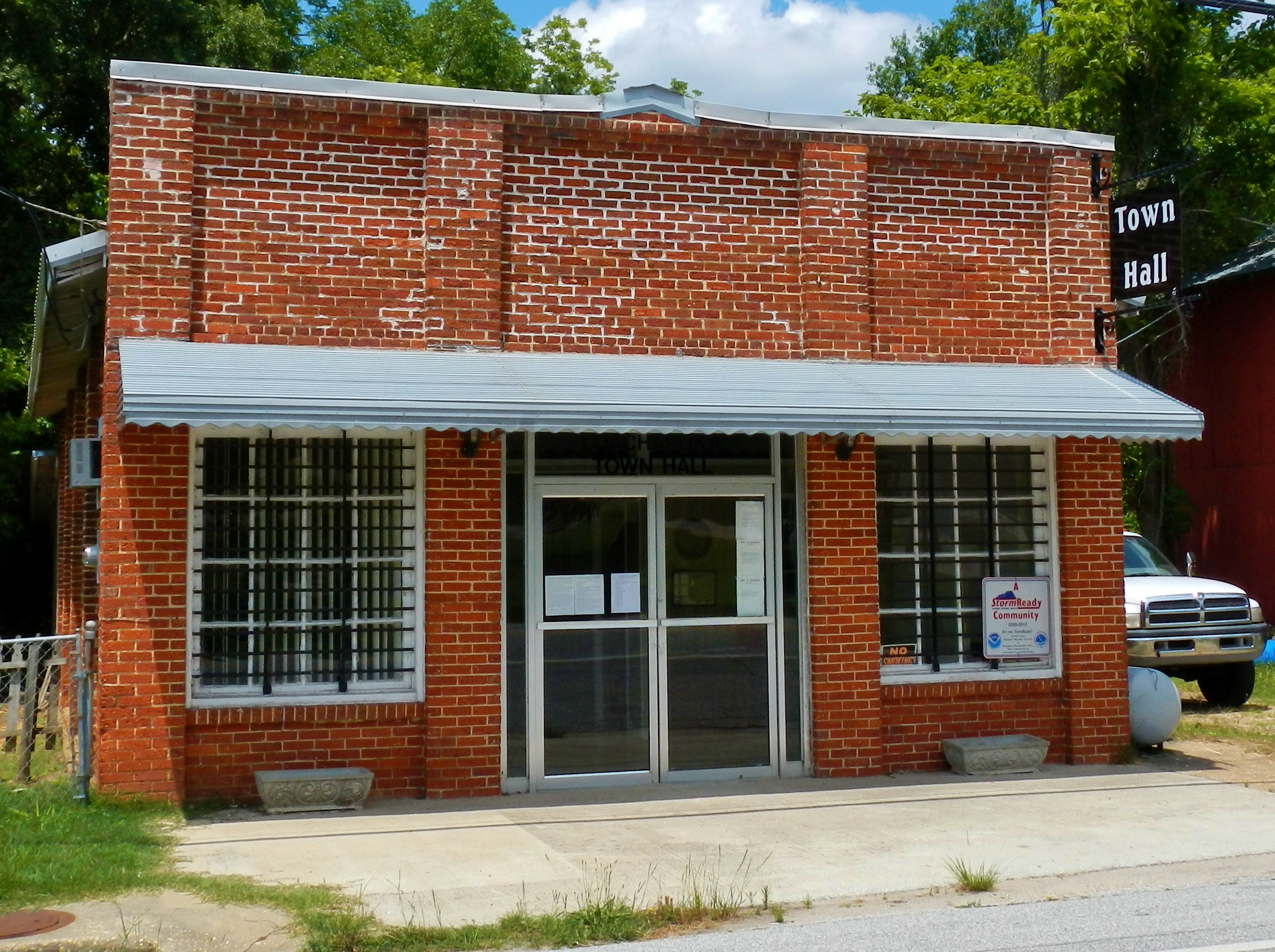
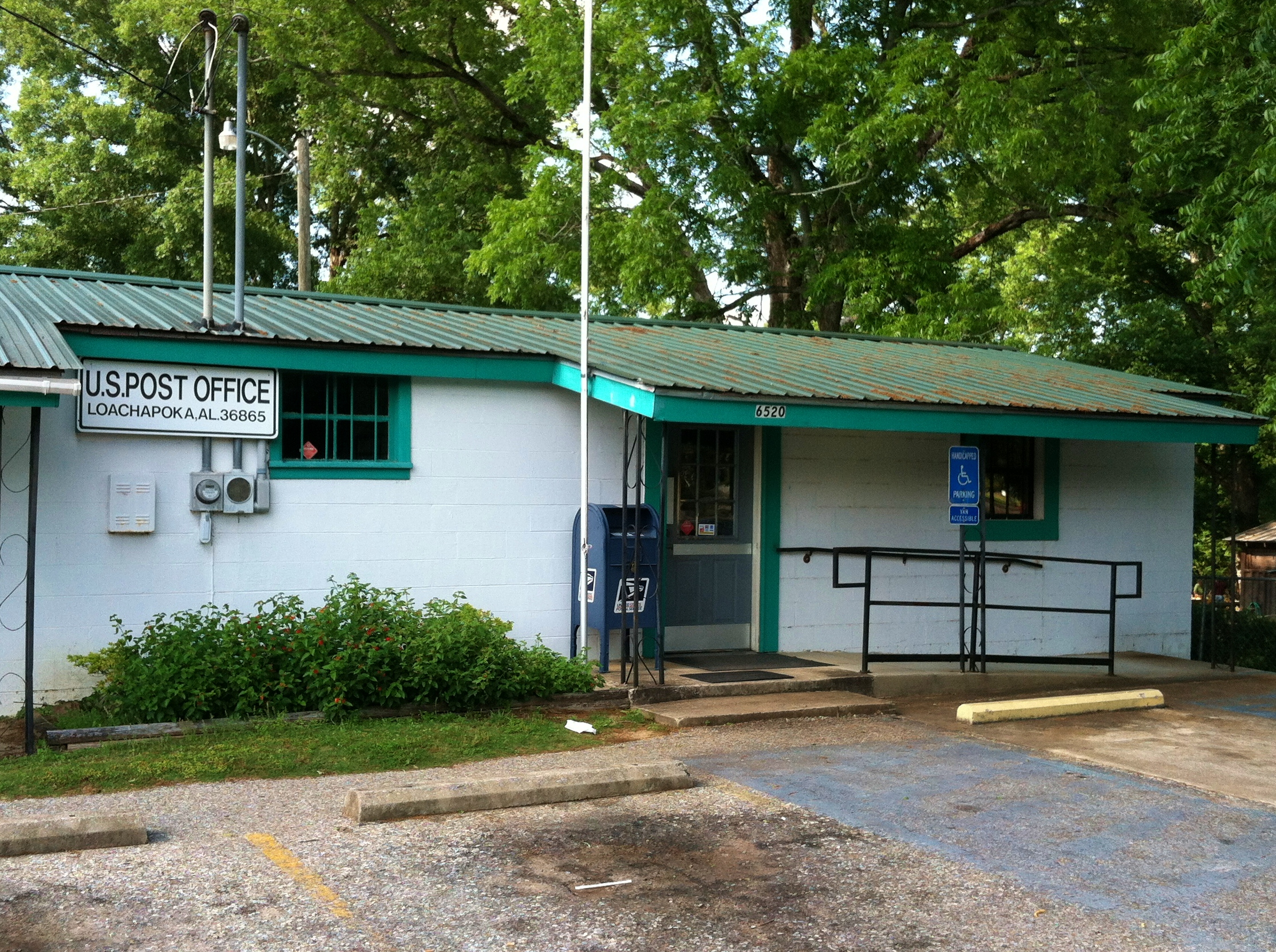
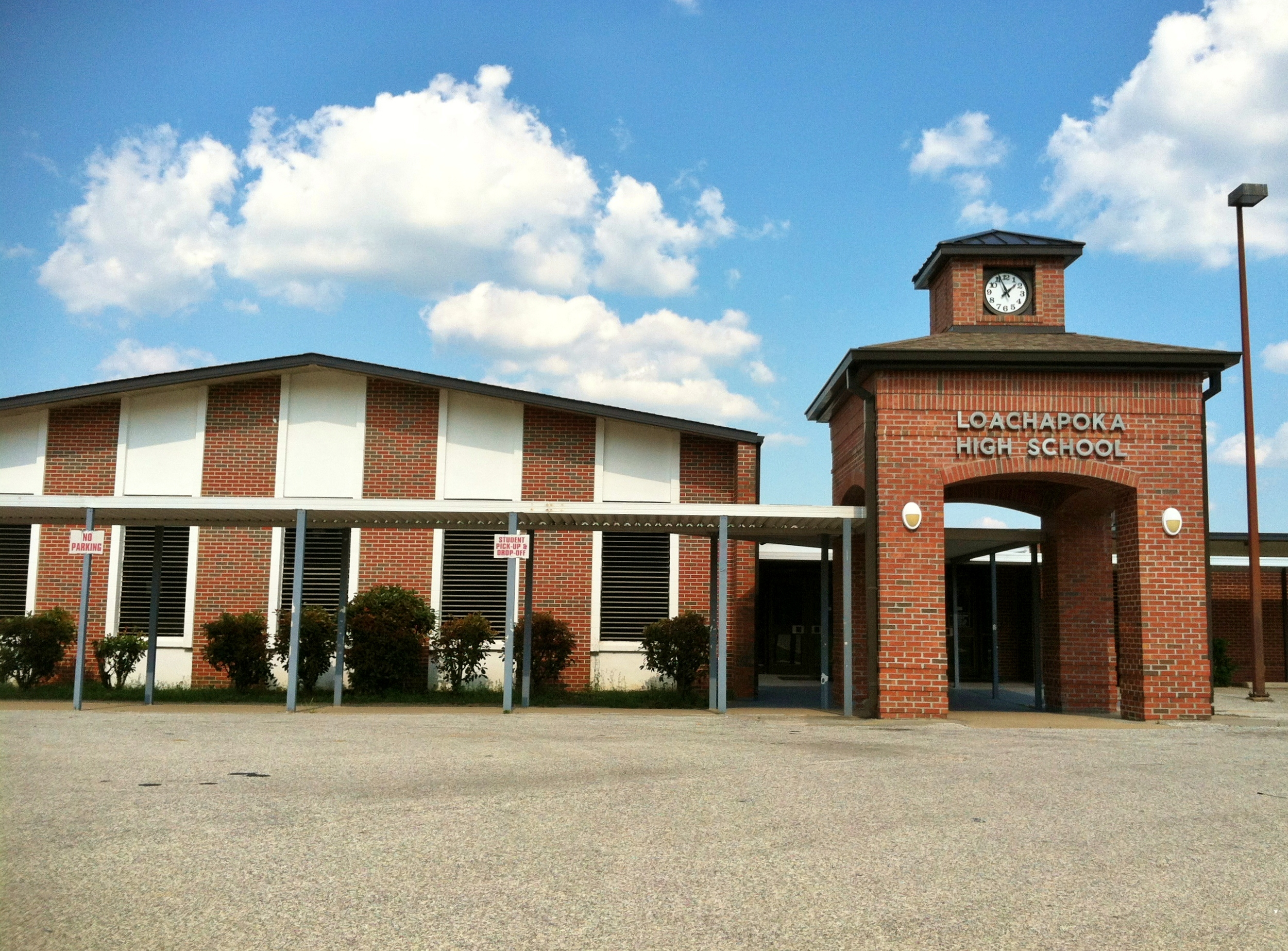
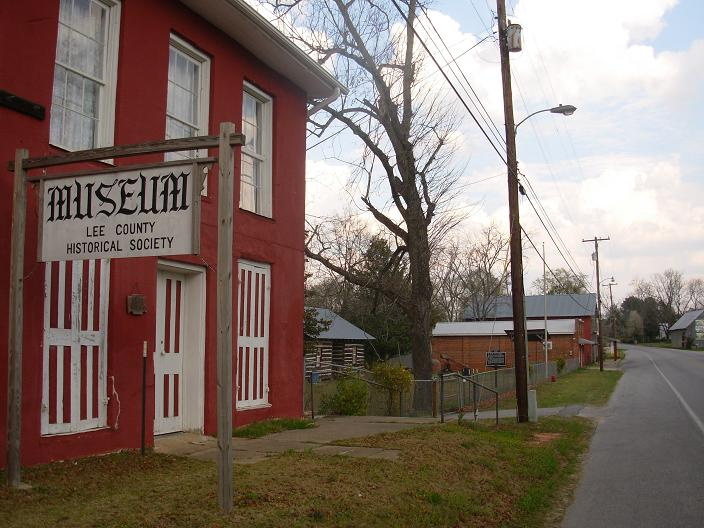
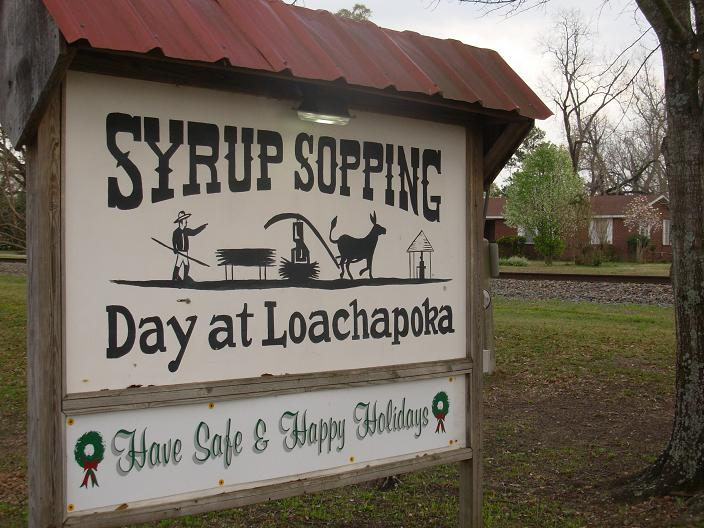
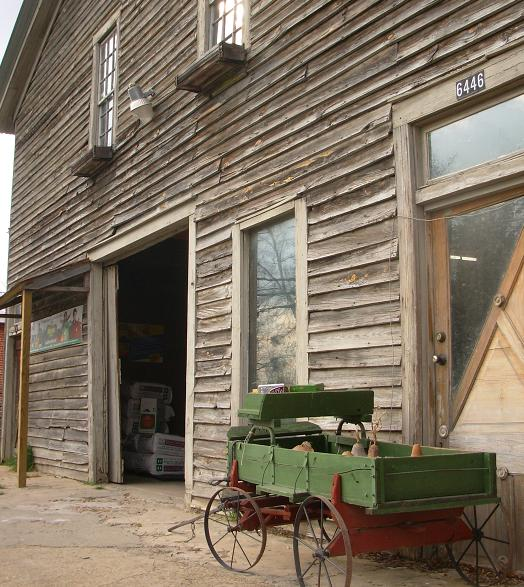
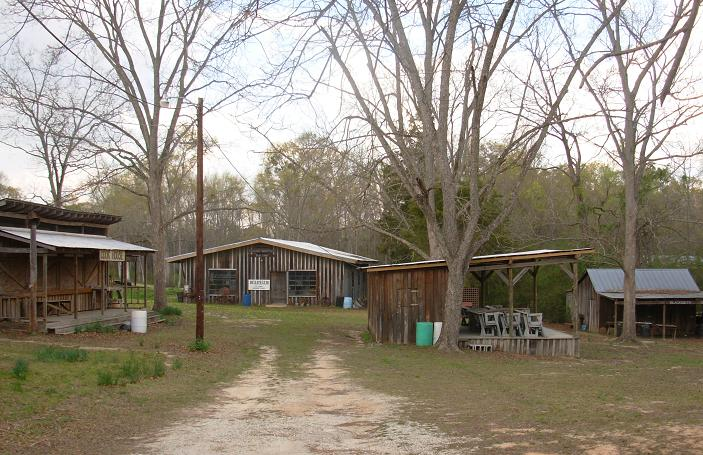
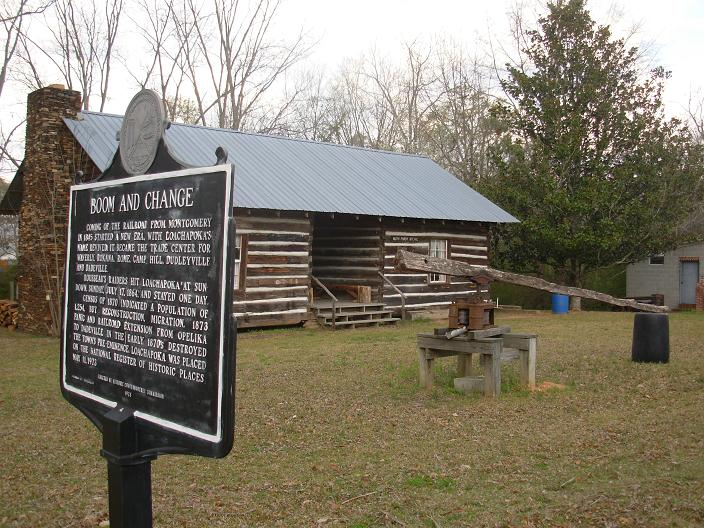
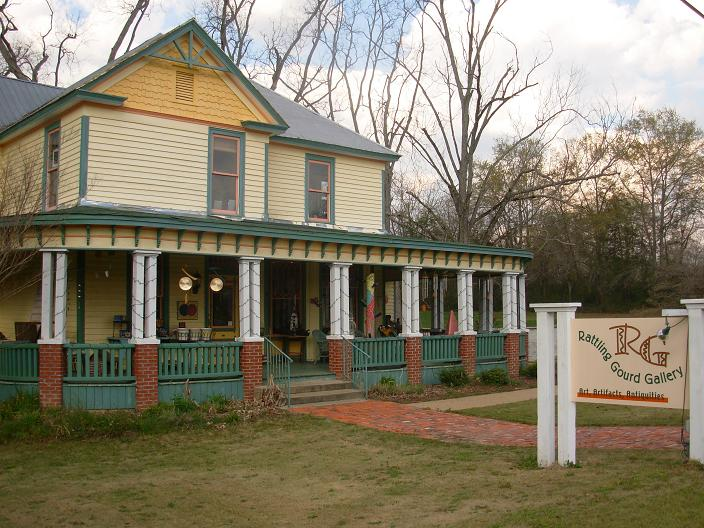
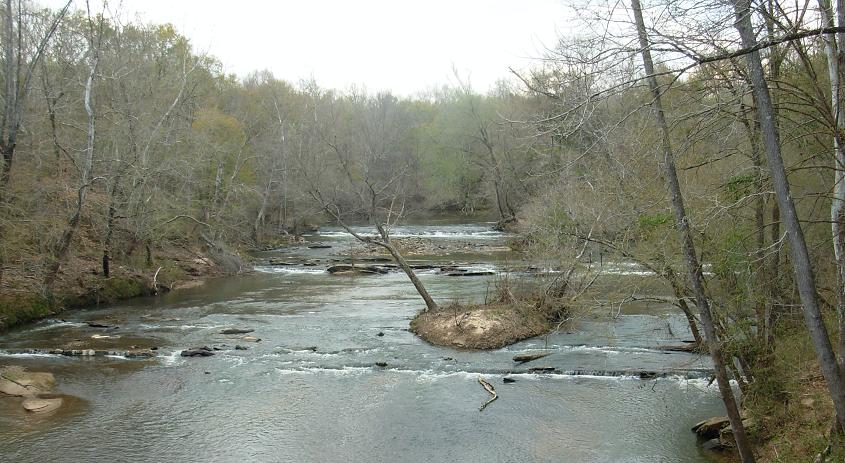
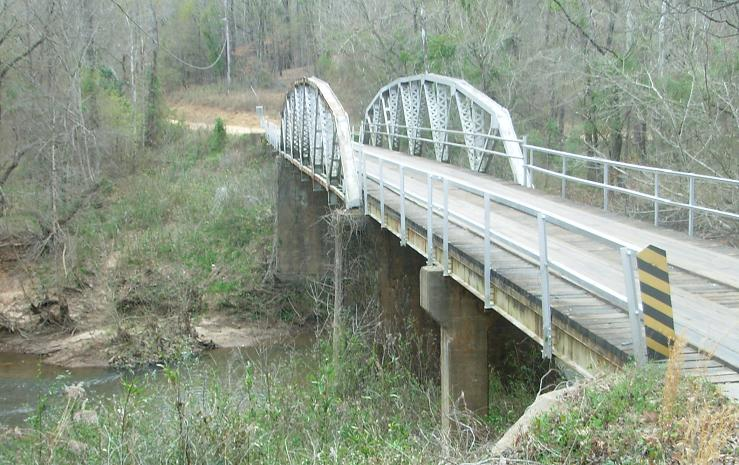